# Mihály Dávid
Mihály Dávid (Hungría, 31 de julio de 1886-1944) fue un atleta húngaro, especialista en la prueba de lanzamiento de peso en la que llegó a ser subcampeón olímpico en 1906.

## Carrera deportiva
En los juegos de JJ. OO. de Atenas 1906 ganó la medalla de plata en el lanzamiento de peso con una marca de 11,83 metros2, quedando en el podio tras el estadounidense Martin Sheridan (oro) y por delante del sueco Eric Lemming (bronce).

## Otras disciplinas asociadas
En el transcurso de su carrera deportiva Dávid compitió para BEAC entre 1905 y 1908 antes de trasladarse a BBTE2. Durante su carrera, se destacó en varias disciplinas de lanzamiento, incluyendo el lanzamiento de disco, el lanzamiento de peso, el lanzamiento de martillo y el lanzamiento de jabalina2.

## Vida personal
Más allá de su carrera deportiva, Dávid era médico de profesión y trabajó posteriormente como consejero ministerial2. 
Falleció el 3 de abril de 1945 en Budapest, Hungría1.